# Федорівська волость (Черкаський округ)
Федоровська волость — селянська волость у складі Черкаського округу області Війська Донського з українським населенням. У 1920—1924 роках територія Федорівської волості була у складі Донецької губернії УСРР.
За даними на 1873 рік у Федорівській волості було 595 дворових садиб, 3 кибитки й 90 недворових садиб; мешкало 3986 осіб (2014 чоловіків й 1972 жінки). Тоді до складу Федорівської волості відносилися:
- Федорівське селище положена над річкою Кундрючою у 60 верстах від Новочеркаська й у 22 верстах від залізничної станції Сулина налічувало 130 дворових садиб й 32 недворові садиби; 879 осіб (445 чоловіків й 434 жінок);
- Комісарівське селище було положене над річкою Лиха у 80 верстах від Новочеркаська й у 5 верстах від Лиховського залізничного полустанку налічувало 69 дворових садиб й 8 недворових садиб; 443 осіб (221 чоловік й 222 жінки);
- Чернецовське селище було положене над річкою Лиха у 80 верстах від Новочеркаська й у 20 верстах від залізничної полустанка Лиховського налічувало 57 дворових садиб й 16 недворових садиб; 420 особи (212 чоловіків й 208 жінок);
- Божковське селище було положене над річкою Лиха у 77 верстах від Новочеркаська й у 15 верстах від залізничної станції Лихівської налічувало 53 дворові садиби; 398 осіб (177 чоловікі й 221 жінка);
- Сидорове селище було положене над річкою Кадамівка у 8 верстах від поштової станції й у 7 верстах від залізничної станції Грушівська налічувало 48 дворові садиби й 3 недворові садиби; 342 особи (183 чоловіки й 159 жінок);
- Платове селище було положене над річкою Кундрюча у 66 верстах від Новочеркаська й у 31 версті від залізничної станції Сулина налічувало 40 дворових садиб й 6 недворових садиб; 281 особа (144 чоловіки й 137 жінок);
- Зарубіне селище було положене над річкою Кундрючою у 67 верстах від Новочеркаська й у 30 верстах від залізничної станції Сулина налічувало 38 дворових садиб, 1 кибитка й 3 недворові садиби; 275 осіб (136 чоловіків й 139 жінок);
- Грязнівське селище було положене над Грязною балкою у 77 верстах від Новочеркаська й у 18 верстах від Лихівської станції налічувало 36 дворових садиб, 1 кибитка й 10 недворових садиб; 253 особи (139 чоловіків й 114 жінок);
- Киреєве селище було положене над річкою Кадамівка у 45 верстах від Новочеркаська й у 20 верстах від залізничної станції Шахтинська налічувало 41 дворову садибу; 211 осіб (108 чоловіків й 103 жінки);
- Мало-Федоровське селище було положене над річкою Кундрюча у 60 верстах від Новочеркаська й у 23 верстах від залізничної станції Суліна налічувало 37 дворових садиб й 3 недворові садиби; 204 особи (109 чоловіків й 95 жінок);
- Попівське селище було положене над річкою Лиха у 85 верстах від Новочеркаська й у 30 верстах від залізничної станції Кам'янська налічувало 24 дворові садиби, 1 кибитку й 9 недворових садиб; 161 особа (82 чоловіки й 79 жінок);
- Мало-Іллінське селище було положене над річкою Лиха у 80 верстах від Новочеркаська й у 4 верстах від залізничного полустанку Лиховського налічувало 10 дворових садиб; 53 особи (27 чоловіків й 26 жінок);
- Грушівське селище було положене над річкою Кундрюча у 75 верстах від Новочеркаська налічувало 9 дворових садиб; 43 особи (21 чоловіка й 22 жінки);
- Білгородське селище було положене у верхів'ях річки Мала Кам'янка налічувало 3 дворові садиби; 23 особи (10 чоловіків й 13 жінок).

У сучасному Красносулинському районі тепер розташовані: Федорівське — тепер Велика Федорівка; Мало-Федорівське — тепер Мала Федорівка; Платове — тепер Зайцівка; Чернецовське — тепер Чернецов; Комісарівське — тепер Комісарівка. Попівський — тепер Чекунов, Божковське — тепер Божківка; Грязнівське — тепер Грязнівка.
У сучасному Октябрському районі розташовані: Киреєве — тепер Киреєвка. У сучасному Кам'янському районі розташоване Білгородське — тепер Білгородцев. У сучасному Білокалитвянському районі розташоване Грушівське — тепер Грушівка.
Сидорове — тепер є східним районом міста Шахти — Сидорово-Кадамовське.